# The Rough Riders (serie televisiva)
The Rough Riders è una serie televisiva western statunitense in 39 episodi prodotta dalla Ziv Television Programs e dalla United Artists Television, trasmessi per la prima volta nel corso di una sola stagione dal 2 ottobre 1958 al 16 luglio 1959 sulla ABC.

## Trama
Ambientata dopo la fine della guerra di secessione americana, la serie racconta le avventure di tre ex soldati, due combattenti negli Unionisti (il capitano Jim Flagg e il sergente Buck Sinclair) e uno nei Confederati (il tenente Colin Kirby) che viaggiando attraverso l'ovest, fronteggiano diversi fuorilegge mettendosi spesso nei guai.

## Registi e sceneggiatori
Tra i registi della serie, si segnalano Franklin Adreon, Leon Benson, Alan Crosland Jr., Walter Doniger, Eddie Davis, Henry S. Kesler, Otto Lang e John Rich. Tra gli sceneggiatori, Richard Dorso, George e Gertrude Fass, Bruce Geller, Paul King, Samuel A. Peeples, Teddi Sherman, Joseph Stone ed R.E. Thompson.

## Guest star
Tra le guest star che recitano negli episodi della serie si segnalano John Anderson, Lon Chaney, Jr., James Coburn, Mike Connors, William Conrad, Russ Conway, Walter Coy, Mimi Gibson, Ed Hinton, Jack Hogan, DeForest Kelley, Douglas Kennedy, George Macready, Tyler McVey,  Joyce Meadows, Leonard Nimoy, Broderick Crawford, Judson Pratt, Stuart Randall, Karen Sharpe, Dan Sheridan, Carol Thurston, Gary Vinson, Barbara Woodell e Larry Pennell.
Kent Taylor in precedenza aveva già avuto un ruolo da protagonista nella serie televisiva sempre prodotta dalla Ziv Productions Le inchieste di Boston Blackie, trasmessa in syndication per due stagioni tra il 1951 e il 1953.
Come diverse altre serie prodotte da Frederick W. Ziv (tra le quali Bat Masterson, La pattuglia della strada e Avventure in fondo al mare), non ha avuto una pubblicazione su DVD.

## Episodi
| Stagione       | Episodi | Prima TV originale |
| -------------- | ------- | ------------------ |
| Prima stagione | 39      | 1958-1959          |